# Trigger Schmitt
Trigger Schmitt là mạch tích hợp có các kết nối trong để tạo ra mạch so sánh có trễ.
Quá trình truyền tín hiệu, đặc biệt là tín hiệu số, bị ảnh hưởng của hai hiện tượng:
- Nhiễu thâm nhập
- Sườn xung bị giảm độ dốc

Trong khi đó mạch nhận tiếp nhận tín hiệu Vin thực hiện phân biệt tín hiệu bằng ngưỡng điện áp VT nào đó để quyết định ngõ ra Vout là cao hay thấp. Sự bất định xảy ra khi nhiễu thâm nhập đúng vào lúc điện áp ở sườn xung xấp xỉ với ngưỡng phân biệt mức logic VT.

Trigger Schmitt lập bằng mạch so sánh

## Nguyên lý hoạt động
Để chống nhiễu, biện pháp phát trễ cho ngưỡng được thực hiện, là chỉnh ngưỡng theo trạng thái hiện có ở ngõ ra. Điều này thực hiện bằng cách phản hồi dương tới ngõ vào thuận để thay đổi ngưỡng so sánh VT trong phạm vi ±δV nào đó:
- Nếu ngõ ra là thấp, ngưỡng so là VT + δV, cao hơn định mức: tín hiệu từ mức thấp tăng vượt (VT + δV) mới gây ra thay đổi trạng thái ngõ ra lên mức cao.
- Nếu ngõ ra là cao, ngưỡng so là VT - δV, thấp hơn định mức: tín hiệu từ mức cao giảm xuống qua (VT - δV) mới gây ra thay đổi trạng thái ngõ ra xuống mức thấp.

Nửa độ rộng dải trễ δV là tham số tính năng trễ của mạch. Nếu tín hiệu ổn định ở trong dải trễ, thì trạng thái ngõ ra giữ nguyên và xác định bởi lịch sử.
Trigger Schmitt với ngõ ra đảo (ký hiệu dưới trong Ký hiệu điện) về hình thức được coi là có lắp mạch đảo ở lối ra, cho ra logic đảo.
Trước đây Trigger Schmitt được ráp bằng linh kiện rời. Ngày nay nó được chế thành mạch tích hợp tự lập, hoặc đặt ở ngõ vào cần so sánh của mạch tích hợp khác.

Tín hiệu ra của comparator (A) và của Schmitt trigger (B), khi tín hiệu vào (U) có nhiễu.

## Ứng dụng
Trigger Schmitt có mặt gần như trong tất cả các ngõ vào tiếp nhận tín hiệu logic truyền đến qua cáp nối của các thiết bị. Nó loại trừ các nhiễu xâm nhập vào đường truyền. Độ rộng dải ngưỡng so được chọn theo thỏa hiệp giữa nhịp làm việc (tức tần số cao nhất) và mức chống nhiễu. Nếu đường truyền đi qua vùng nhiễu cao thì phải có các biện pháp khác hỗ trợ, như giảm trở kháng ra của mạch phát, tăng mức điện áp logic, bọc kim dây truyền dẫn,...
Các phím bấm, công tắc,... khi có tác động cơ học để chuyển trạng thái đóng cắt, thì thường xảy ra hiện tượng "nẩy" (tiếng Anh: bounce), gây nhiễu nối mạch, nhất là phần tử đã qua thời gian dài sử dụng. Trigger Schmitt với dải ngưỡng đủ rộng sẽ loại trừ nhiễu nẩy, cho ra một chuyển đổi logic ứng với mỗi lần đóng cắt, thường hiện ra trong văn liệu tiếng Anh là Debounce.